# Teilhol Tangara

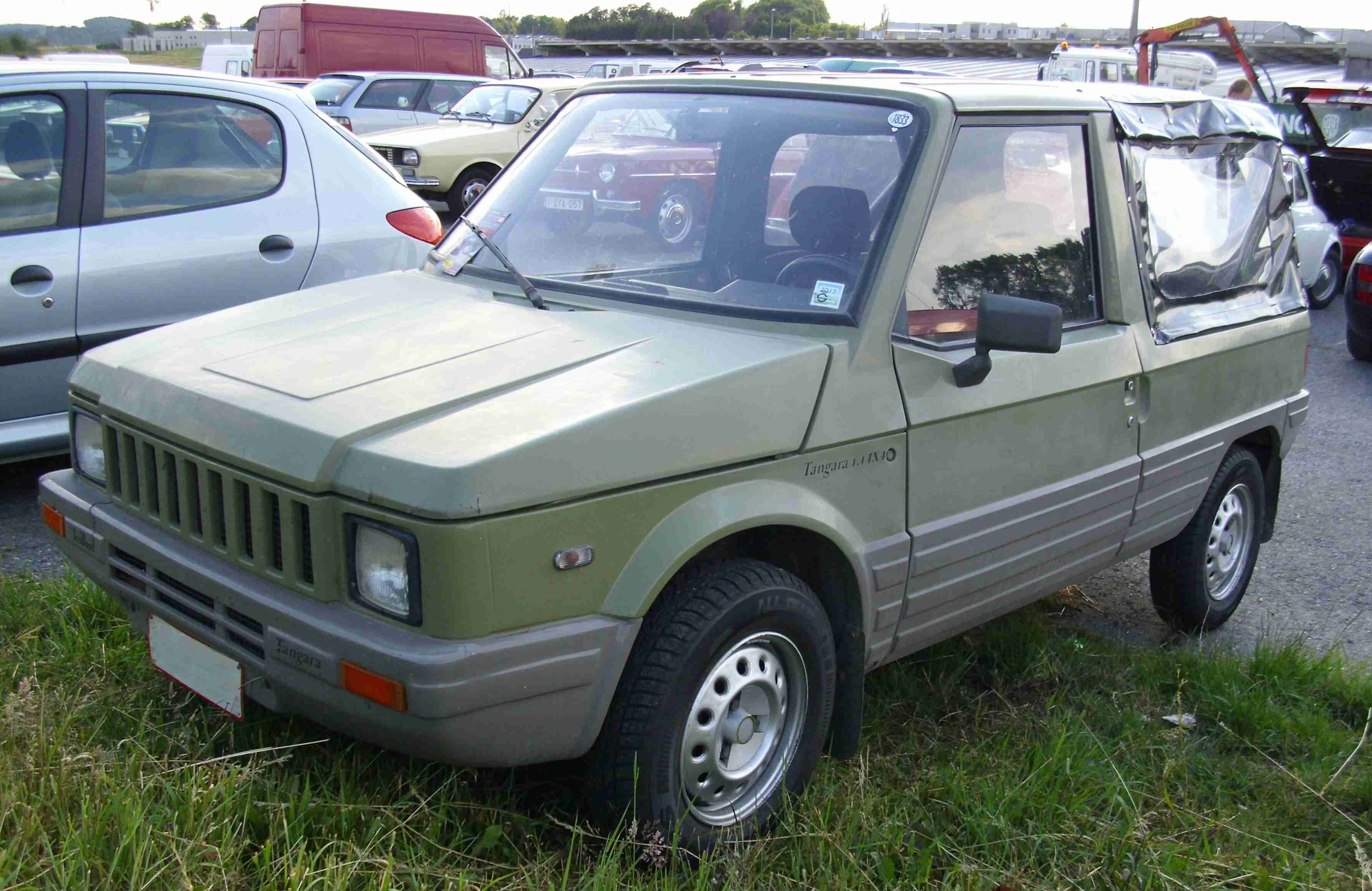
Teilhol Tangara

Teilhol Tangara byl malý automobil terénního charakteru, který v letech 1987 až 1990 vyráběla francouzská automobilka Teilhol. Jednalo se o nástupce vozu Citroën Méhari. Celkem bylo vyrobeno 800 vozů.
Automobil využíval podvozek z vozu Citroën 2CV. Za příplatek šlo pořídit podvozek 4x4 od firmy Voisin. K pohonu sloužil dvouválcový motor Citroën o objemu 602 cm³ a výkonu 29 koní. S ním dosahoval vůz rychlosti 115 km/h. K dispozici byl i motor poháněný CNG. Převodovka byla čtyřstupňová. Vůz používal dvoumístnou laminátovou karoserii s mohutnými nárazníky. Střešní laminátový díl šel sundat a mohl být uschován pod kapotou. Přes zadní část mohla být plátěná nebo laminátová střecha. Existovala i užitková verze pick-up. Vůz měl světlou výšku 20 cm a nájezdové úhly byly 40°.
Vylepšeným modelem byl Tangara 1100. Tu poháněl čtyřválcový motor z vozu Citroën AX o objemu 1124 cm³ a výkonu 55 koní. Ten dosahoval maximální rychlosti 160 km/h a používal pětistupňovou převodovku.

## Rozměry
- Délka - 3500 mm
- Šířka - 1540 mm
- Váha - 1330 kg